# Dragan Martinović
Dragan Martinović (Bogatić, 1957) srpski je slikar. 

## Biografija
Odrastao je pored oca Milivoja pozorišnog reditelja i slikara i Milića od Mačve, osnivača mačvanske slikarske škole. Još u ranom detinjstvu počinje da slika i sa petnaest godina postaje član pomenute grupe. Već sa sedamnaest godina prvi put samostalno izlaže u Šapcu, 1975. godine. 1976. godine upisuje Likovnu akademiju u Beogradu, gde osnovne i postdiplomske studije završava u klasi profesora Zorana Petrovića. Odmah po završetku studija kreće u intenzivnu izložbenu delatnost.
Grupno je izlagao na više od dvestotine izložbi u zemlji i inostranstvu, dok je samostalno izlagao preko 140 puta, takođe širom zemlje i u inostranstvu: Šabac, Beograd, Sremska Mitrovica, Novi Sad, Kragujevac, Opatija, Subotica, Njujork, Hong Kong, Minhen, Pariz, Beč, Atina, Milano...
Učesnik je mnogih kolonija i dobitnik je više značajnih nagrada kao što su: nagrada Sremskog i Vojvođanskog salona, Nagrada za kulturu, Godišnja nagerada "Mina Karadžić", Velika nagrada Fondacije "Petar Lubarda"... Član je nastarije slikarske grupe na Balkanu - "Lada", Udruženja likovnih umetnika (ULUS) od 1981. godine, ULB od 1983. godine, Udruženja likovnih umetnika "Sirmium" od 1983. godine, osnivač je i idejni vođa Udruženja likovnih umetnika "ESNAF", osnivač pokreta "Ja volim Mitrovicu", Društva za kulturu življenja "OKO", "Pečat" iz Bogatića i "Reč" iz Prijepolja. 
Član je masonske lože, obedijencija Velike Nacionalne Lože Srbije, gde je obavljao funkciju Velikog Majstora do 2009. godine. Zajedno sa kolegom i masonskim bratom, Draganom Maleševićem Tapijem i još nekolicinom masonske braće, osnivač je Reda vitezova Templara Srbije.
Od 1983. godine bavi se pedagoškim radom, što će krunisati osnivanjem Akademije klasičnog slikarstva. Imenovan je za dekana Akademije klasičnog slikarstva Univerziteta MB.
Živi i radi u Sremskoj Mitrovici, a njegova dela su zastupljena u mnogim muzejskim i privatnim kolekcijama.

## Spoljašnje veze
- Zvanična internet prezentacija Dragana Martinovića
- VNLS - Velika Nacionalna Loža Srbije
- Vrhovni Savet Srbije, Drevni i Prihvaćeni Škotski Red
- Intervju sa Draganom Martinovićem, Radio Televizija Republike Srpske[мртва веза]